# Eva Bender
Eva Märta Elisabet Abrahamsson, känd som Eva Bender, under en längre tid Refig, född Abrahamsson 3 januari 1944 i Junsele församling i Västernorrlands län, är en svensk skådespelare som under 1960- och 1970-talen medverkade flitigt i turkisk film. Hon blev känd genom filmserien Tarkan (1969–1973).
Hon föddes i Ångermanland och bodde från sexton års ålder i Stockholm. I Turkiet arbetade hon i ett kasino innan karriären som skådespelare inleddes. Från mitten av 1960-talet medverkade hon i turkiska filmer, där hon hade ett flertal huvudroller, vanligtvis exotiska skönheter. Hon spelade flera gånger rollen som trollkvinnan Gosha i Tarkan-filmerna.
Den turkiska journalisten Hıncal Uluc skrev 2012 texten Bir Türk'e Gönül vermişti om Eva Bender. Titeln refererar till hennes mest kända roll i Bir Türk'e gönül verdim (1969).
Från 1968 till 1971 Eva Bender var gift med regissören Halit Refiğ. Vid den tiden var hon också ofta avbildad på turkiska tidningsomslag. Ett av hennes sista filmframträdanden var 1984 i filmen Firar. Hon behöll makens namn Refig ett 20-tal år efter skilsmässan innan hon återtog flicknamnet Abrahamsson. Hon hade redan 1980 återkommit till Sverige.